# Medeon de Fòcida
Medeon (en grec antic Μεδεών) o Medion  (Μεδίων) era una ciutat de Fòcida al golf de Crissa, segons Estrabó. Pausànies diu que era prop d' prop d'Anticira.
Va ser destruïda, com altres ciutats de Fòcida, al final de la Guerra Sagrada i mai no va ser reconstruïa. Podria ser la moderna Desfina.